# Mont Hiko
Le mont Hiko (英彦山, Hiko-san) est une montagne située à la limite des préfectures de Fukuoka et Ōita dans l'île de Kyūshū au Japon. Son altitude est de 1 199 m.
C'est, avec le mont Sefuri, un important centre pour la pratique de la religion shugendō et un site réputé pour l'escalade.